# Francesc Cortés i Juncosa
Francesc Cortés i Juncosa (Terrassa, 29 de març de 1983), conegut com a Quico Cortés (Terrassa, Catalunya 1983), és un jugador d'hoquei sobre herba català, guanyador d'una medalla olímpica.
Membre del Club Egara de la ciutat de Terrassa, va participar, als 25 anys, en els Jocs Olímpics d'Estiu de 2008 a Pequín (República Popular de la Xina), on va aconseguir guanyar la medalla d'argent en la competició masculina d'hoquei sobre herba.
Al llarg de la seva carrera ha guanyat una medalla en el Campionat del Món d'hoquei sobre herba; dues en el Campionat d'Europa, de les quals una d'or; una altra en el Champions Trohpy així com en la Champions Challenge.